# Príncipe de Roma
Príncipe de Roma é um bloco carnavalesco de São Luis, Maranhão. Desfilando na categoria dos blocos tradicionais, foi o 7º a desfilar no Carnaval de São Luis.

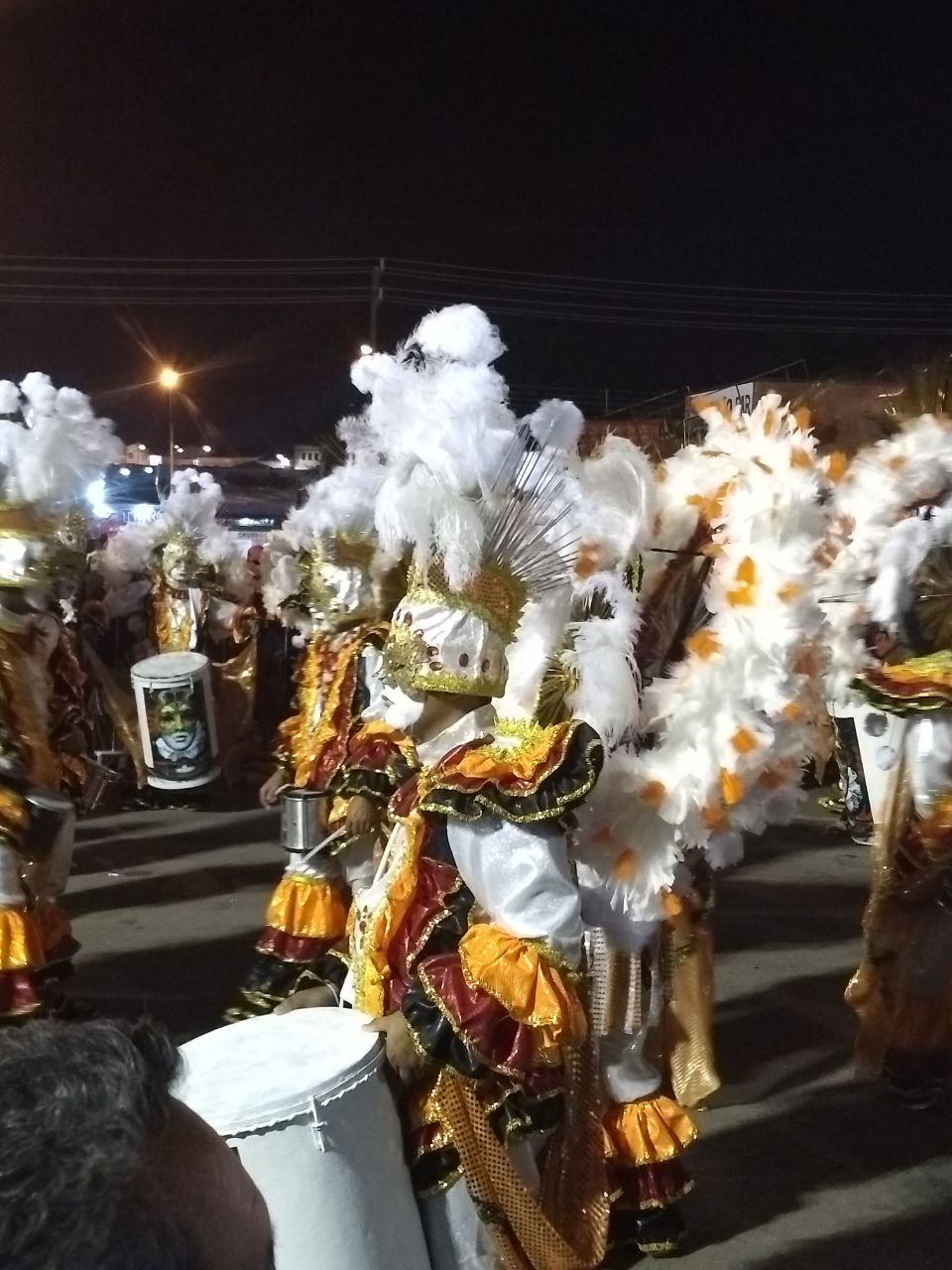
Integrante do bloco na concentração.